# تسورو موریموتو
تسورو موریموتو (ژاپنی: 森本 鶴؛ زادهٔ ۹ نوامبر ۱۹۷۰) بازیکن فوتبال اهل ژاپن و عضو تیم ملی فوتبال زنان ژاپن است که در تاریخ ۲۱ اوت ۱۹۹۴ میلادی اولین بازی ملی‌اش را انجام داد. او در ۵ بازی ملی حضور داشت و آخرین بازی ملی خود را در تاریخ ۲۵ سپتامبر ۱۹۹۵ میلادی انجام داد. تسورو موریموتو در بازی‌های ملی‌اش
۱ گل به ثمر رساند.